# TUTU
『TUTU』は、アメリカ合衆国のトランペット奏者マイルス・デイヴィスが1986年に発表したスタジオ・アルバム。大部分の楽曲はロサンゼルスのキャピトル・スタジオとニューヨークのクリントン・レコーディングスタジオで録音され、「Backyard Ritual」はウェスト・ハリウッドのLe Gonksで録音された。デイヴィスはこの作品で1987年のグラミー賞・最優秀ジャズ・インストゥメンタル・パフォーマンス・ソロ部門を受賞した。

## 背景
元々の計画ではシンガーソングライターのプリンスが共同プロデュースを行う予定だったが、最終的にはベーシストのマーカス・ミラーがプロデュースを務めた。ミラーは「トーマス」（デイヴィスとの共作）、「バックヤード・リチュアル」（キーボード奏者のジョージ・デューク作）、「パーフェクト・ウェイ」（ポップグループのスクリッティ・ポリッティ作）を除くすべての曲の作曲・編曲を行った。音楽はシンセサイザーやシーケンサー、ドラムマシンを重用する1980年代中頃のR&Bやファンクの影響をかなり受けている。
アルバムのタイトルは、南部アフリカ聖公会黒人初のケープタウン大主教となったデズモンド・ムピロ・ツツを称えてのものである。楽曲「フル・ネルソン」は、南アフリカの活動家ネルソン・マンデラについてのものである。
アルバム・ジャケットは、石岡瑛子がデザインし、アーヴィング・ペンが撮った。石岡は、この作品で1987年のグラミー賞において最優秀アルバム・パッケージを受賞した。

## 評価
| 専門評論家によるレビュー      | 専門評論家によるレビュー |
| レビュー・スコア              | レビュー・スコア         |
| 出典                          | 評価                     |
| ----------------------------- | ------------------------ |
| Allmusic                      | [ 4 ]                    |
| The Guardian                  | [ 5 ]                    |
| The New Zealand Herald        | 4/5                      |
| The Penguin Guide to Jazz     | [ 7 ]                    |
| Record Collector              | [ 8 ]                    |
| The Rolling Stone Album Guide | [ 9 ]                    |

『TUTU』は、当時のジャズ評論家たちからは酷評された。音楽評論家ロバート・クリストガウがVillage Voice誌で発表した評論では、アルバムには「B+」を採点し「マイナー」だと述べたがデイヴィスのここ10年間の中では最高であるとした。クリストガウはアルバムを少しキャッチーな楽曲群だと書き、デイヴィス初期のジャズ・ロックと融合された純粋なフュージョンであるためとし、『TUTU』はスターが吹くトランペットと最新の機器で演奏されるキャッチーなメロディー、ビートとエフェクトによって『スケッチ・オブ・スペイン』よりさらにポップ・ファンクであるとした。1990年にクリストガウは「『TUTU』や『アマンドラ』のようなガラクタでさえも見事な演奏だった」とデイヴィスを中心としたフュージョン・ムーブメントを回顧して記述している。

## 収録曲
特記しているもの以外はマーカス・ミラー作曲。
1. TUTU - "Tutu" – 5:15
2. トーマス - "Tomaas" – 5:38 (Davis, Marcus Miller)
3. ポーシア - "Portia" – 6:18
4. スプラッチ - "Splatch" – 4:46
5. バックヤード・リチュアル - "Backyard Ritual" – 4:49 (George Duke)
6. パーフェクト・ウェイ - "Perfect Way" – 4:35 (David Gamson, Green Gartside)
7. ドント・ルーズ・ユア・マインド - "Don't Lose Your Mind" – 5:49
8. フル・ネルソン - "Full Nelson" – 5:06

### デラックス版
Disc 2 (Live from Nice Festival, France, July 1986)
1. "Opening Medley": 'Theme From Jack Johnson', 'Speak', 'That's What Happened' - 15:14
2. "New Blues" -5:20
3. "The Maze" - 10:15
4. "Human Nature" - 9:04
5. "Portia" - 7:54
6. "Splatch" - 17:10
7. "Time After Time" - 7:22
8. "Carnival Time" - 4:20

## 参加ミュージシャン
- マイルス・デイヴィス - トランペット
- マーカス・ミラー - エレクトリックベース、ギター、シンセサイザー、ドラムマシン・プログラミング、ベース・クラリネット、ソプラノ・サックス、その他の楽器
- ジェイソン・マイルス - シンセサイザー・プログラミング
- パウリーニョ・ダ・コスタ - パーカッション (on 1. 3. 4. 5.)
- アダム・ホルツマン - シンセサイザー (on 4.)
- スティーヴ・リード - パーカッション (on 4.)
- ジョージ・デューク - パーカッション、ベース・ギター、トランペット (on 5.)
- オマー・ハキム - ドラムス、パーカッション (on 2.)
- バーナード・ライト - シンセサイザー (on 2. 7.)
- マイケル・ウルバニアク - エレクトリック・ヴァイオリン (on 7.)
- ビリー・ハート - ドラムス、ボンゴ